# 城西大学硬式野球部
城西大学硬式野球部（じょうさいだいがくこうしきやきゅうぶ、Josai University Baseball Team）は、首都大学野球連盟に所属する大学野球チーム。城西大学の学生によって構成されている。

## 創部
1965年（昭和40年）

## 歴史
創部初年の1965年（昭和40年）12月に首都大学野球連盟へ加盟。1970年秋に1部昇格を果たしたが、その後は主に2部リーグが主戦場となった。
1984年に1部に昇格以降1部に定着し、1997年にはリーグ戦初優勝を遂げる。2001年には第32回明治神宮野球大会に初出場ながら、渡辺直人や竹原直隆を中心に準優勝を果たす。
1部リーグ優勝は通算3回。躍進した1990年代には投手育成力に長け、プロ入りが相次いだ。2010年代以降は強化校が増えたこともあって2部リーグ在籍期間が続いている。

## 本拠地
- 埼玉県入間郡毛呂山町西大久保62-25
- 城西大学硬式野球部寮 埼玉県坂戸市元町13-15

## 記録
- 首都大学野球連盟1部リーグ優勝3回（春1回、秋2回）
- 全日本大学野球選手権 出場1回（1997年）
- 明治神宮野球大会 出場2回、準優勝1回（2001年）

## 関係者

### 監督・コーチ等
部長
- 平塚潤 - 現野球部部長、同大学経営学部准教授。元ヱスビー食品陸上長距離走選手、同大学陸上競技部総監督

監督・コーチ
- 秦真司 - 元コーチ。元東京ヤクルトスワローズ
- 村上文敏 - 現監督（2019 - ）

### 主な出身者
- 鮫島康夫 - 元太平洋クラブライオンズ
- 河井進 - 元大洋ホエールズ
- 小原沢重頼 - 元読売ジャイアンツ。2010～2019年同大学野球部監督。
- 代田建紀 - 元千葉ロッテマリーンズ、北海道日本ハムファイターズコーチ。元同大学野球部コーチ、監督
- 礒恒之 - 元千葉ロッテマリーンズ
- 白鳥正樹 - 元千葉ロッテマリーンズ
- 小山田保裕 - 元横浜ベイスターズ
- 川井貴志 - 元東北楽天ゴールデンイーグルス
- 本柳和也 - 元オリックス・バファローズ
- 竹原直隆 - 元埼玉西武ライオンズ
- 西山道隆 - 元福岡ソフトバンクホークス
- 中山慎也 - 元オリックス・バファローズ
- 渡辺直人 - 元東北楽天ゴールデンイーグルス、コーチ
- 阿南徹 - 元読売ジャイアンツ
- 比屋根渉 - 元東京ヤクルトスワローズ
- 稲葉大樹 - 新潟アルビレックス・ベースボール・クラブ
- 青山眞也 - 元JR東海硬式野球部。同社の選手を経て2011年から6年間、同社野球部監督を務めた。
- 佐藤貴博 - 岡山学芸館高校野球部監督。